# Смерть або Закон равлика
«Смерть або Закон равлика» — роман Андрія Куркова, продовження роману автора «Пікнік на льоду».Спочатку опубліковано в 2005 році російською мовою (як Закон улитки, англ. The Snail Law). Твір перекладено англійською Джордж Бердом і опублікувано у 2010 році. Твір перекладено українською Лесем Герасимчуком і опубліковано у 2017 р. у видавництві «Фоліо».

## Резюме
Роман розповідає про життя письменника Віктора Золотарьова в складному пострадянському суспільстві. Тікаючи від мафії на станцію Фарадей в Антарктиді, Віктор проводить деякий час на полярній дослідницькій станції. Згодом він повернутається до Києва під новим ім'ям. В Україні він потребує роботи і починає працювати над виборчою кампанією боса мафії. Натомість йому дають інформацію про місцеперебування його домашнього пінгвіна Міші, який, як кажуть, знаходиться в зоопарку в Чечні. Так починається ще одна подорож, цього разу колишнім Радянським Союзом, у гонитві за його улюбленим вихованцем.
Оригінальна назва книги «Закон равлика» стосується висловлювання боса мафії про те, що кожна людина повинна мати свій панцир (тобто охоронну групу натовпу), і він/вона жива лише до тих пір, поки «панцир» не втрачається: «без власного будиночка, даху, як равлик без парницря, — ти слимак. І будь-хто, схожий, може просто розчавити тебе ногою».
.
The Complete Review сказав про роман:
|  | Моава лаконічна, майже розмовна, вміло подана, з кількома акуратними винаходами та напрочуд міцною характеристикою, незважаючи на те, що так мало місця, присвяченого розгортанням персонажів, «Смерть або Закон равлика» часто дивує і впливає. Як комічний, так і темний, його успіх випливає з того, що тут немає цинізму на роботі - і мало маніпулювання почуттями - і це гідне доповнення до «Пікніка на льоду». |